# バスケット・ナバーラ・クラブ
バスケット・ナバーラ・クラブ (Basket Navarra Club) は、スペイン・ナバーラ州パンプローナに本拠地を置くプロバスケットボールチーム。スポンサーネームはプラナサ・ナバーラ (Planasa Navarra) 。LEBオロ（2部リーグ）に所属している。ホームアリーナはポリデポルティーボ・アナイタスナ。

## 歴史
ナバーラ州にプロバスケットボールチームを作ることを目的とし、2007年に州都パンプローナを本拠地としてバスケット・ナバーラ・クラブが設立された。初年度の2007-08シーズンは4部リーグに当たるLEBブロンセでプレーし、ポストシーズン初戦で敗れたが、シーズン終了後にLEBプラータに招待されて昇格となった。2008-09シーズンは3部リーグに当たるLEBプラータでプレーし、2シーズン目の2009-10シーズンには昇格プレーオフで準決勝に進出したが、CBティホラに敗れた。本来ならば昇格を逃しているところだったが、スペインバスケットボール連盟がCBマヨルカのLEBオロへの登録を認めず、ナバーラが2部リーグに当たるLEBオロに昇格した。2010-11シーズンにはリーガACB昇格プレーオフに出場する順位に達したが、昇格プレーオフ準々決勝でフォルド・ブルゴスに1-3で敗れた。2011-12シーズンにはクラブ史上最高の成績を残し、昇格プレーオフ準決勝に達した。2012-13シーズンにはセンターのオンドレイ・スタロスタがLEBオロの1stチームとリーグ最優秀選手に選ばれた。2013-14シーズンには5勝21敗と低迷して最下位となり、本来ならLEBプラータに降格するはずだったが、LEBオロのチーム数に空きが出たため残留した。

## スポンサーネーム
- 2007-2008 HNV-コンスメタル・ナバーラ (HNV-Consmetal)
- 2008-2009 HNVドゥアル・ナバーラ (HNV Duar)
- 2009-2012 グルポ・イルニャ・ナバーラ (Grupo Iruña)
- 2012- プラナサ・ナバーラ (Planasa)

## 個人賞
- LEBオロ最優秀選手
  -  オンドレイ・スタロスタ 2013
- オールLEBオロ1stチーム
  -  オンドレイ・スタロスタ 2013

## 成績
| シーズン | 部  | リーグ      | 順位 | プレーオフ | レギュラーシーズン成績 | プレーオフ成績 |
| -------- | --- | ----------- | ---- | ---------- | ---------------------- | -------------- |
| 2007–08  | 4部 | LEBブロンセ | 8位  | ベスト8    | 17勝15敗               | 0勝2敗         |
| 2008–09  | 3部 | LEBプラータ | 6位  | ベスト8    | 19勝11敗               | 1勝3敗         |
| 2009–10  | 3部 | LEBプラータ | 4位  | ベスト4    | 16勝16敗               | 4勝4敗         |
| 2010–11  | 2部 | LEBオロ     | 8位  | ベスト8    | 18勝16敗               | 1勝3敗         |
| 2011–12  | 2部 | LEBオロ     | 4位  | ベスト4    | 21勝13敗               | 3勝4敗         |
| 2012–13  | 2部 | LEBオロ     | 11位 | –          | 10勝16敗               | –              |
| 2013–14  | 2部 | LEBオロ     | 14位 | 残留       | 5勝21敗                | –              |
| 2014–15  | 2部 | LEBオロ     |      |            |                        |                |